# Itaquaquecetuba
Itaquaquecetuba est une ville brésilienne de l'État de São Paulo. Sa population était estimée à 352 755 habitants en 2006. La municipalité s'étend sur 82 km2.

## Maires
| Période | Période | Identité              | Étiquette | Qualité |
| ------- | ------- | --------------------- | --------- | ------- |
| 2005    | 2012    | Armando Tavares Filho | PR        |         |
| 2013    | 2016    | Mamoru Nakashima      | PSDB      |         |

## Personnalités liées à la municipalité
- Giovani (2004), footballeur, né à Itaquaquecetuba.
- DJ Arana (2005-), producteur et disc-jockey, né à Itaquaquecetuba.